# Gemini 10
Gemini 10   est la 8e mission habitée du programme spatial américain Gemini. La mission  Gemini 10 est lancée le 18 juillet 1966 avec à son bord John Young , commandant de la mission, et Michael Collins. L'objectif principal de la mission est de réaliser un rendez-vous orbital avec un étage Agena et de s'amarrer à celui-ci. La mission comprend également deux sorties extravéhiculaires. Enfin l'équipage doit réaliser quinze expériences scientifiques, technologiques et médicales. 
Cinq heures après le lancement, l'équipage du vaisseau  parvient à s'amarrer à l'étage Agena GATV-10. Mais le lanceur Titan a placé le vaisseau Gemini sur une orbite différente de celle visée et 60% des ergols ont du être consommés pour corriger cette erreur. En conséquence le planning des opérations est revu : le vaisseau Gemini restera amarré  à l'étage Agena durant les 40 heures suivantes et il utilisera la propulsion de ce dernier pour effectuer ses manœuvres tandis que les répétitions d'amarrage qui étaient prévues sont annulées. Une première sortie véhiculaire est effectuée, au cours de laquelle Collins prend des photos du rayonnement ultraviolet émis par les étoiles. En utilisant la propulsion de GATV-10 le vaisseau Gemini est placé sur la même orbite que l'étage Agena lancé pour la mission Gemini 8 (GATV-10). Le GATV-8 est largué et le vaisseau Gemini effectue une série de manœuvres pour se rapprocher à environ 15 mètres du GATV-8. Dans cette configuration une deuxième sortie extravéhiculaire est réalisée. Collins relié au vaisseau Gemini par un cordon ombilical se propulse jusqu'au GATV-8 et démonte une expérience de détection des micro-météorites qu'il ramène dans le vaisseau Gemini. Au cours de ses déplacements il perd sa caméra et une deuxième expérience de détection de micro-météorites qui était installée sur le vaisseau. La sortie extravéhiculaire a duré  25 minutes. Le lendemain, la rentrée atmosphérique est déclenchée et le vaisseau Gemini amerrit à 6 kilomètres du point visé. Au cours de la mission, d'une durée de 2 jours et 23 heures, le vaisseau a bouclé 43 orbites.

## Contexte
Le programme Gemini est  le second programme de vols spatiaux habités lancé par les États-Unis après le programme Mercury. Intercalé entre celui-ci et le programme Apollo, il a pour objectif de permettre à l'astronautique américaine de maîtriser des techniques de vol spatial que la capsule spatiale Mercury, trop rudimentaire, ne permettait pas de tester : les sorties extravéhiculaires, les manœuvres orbitales (avec en particulier le rendez-vous spatial). Pour remplir cet objectif l'agence spatiale américaine, la NASA, développe le vaisseau spatial Gemini biplace disposant de capacités de manœuvre en orbite importantes et qui, pour la première fois dans le monde de l'astronautique, met en œuvre un ordinateur embarqué. Ce vaisseau est lancé par une fusée Titan, missile balistique intercontinental reconverti en lanceur.
Entre 1963 à 1966, dix missions Gemini sont lancées. Les sept missions qui ont précédé Gemini 10 n'ont pas permis de dérouler le processus complet du rendez-vous spatial.

## Objectifs
La mission de 70 heures prévoit la série de manœuvres la plus complexe réalisée jusque là : d'abord un rendez-vous et un amarrage avec une Agena lancée le même jour. Puis un second rendez-vous, sur une orbite plus élevée, avec la cible Agena laissée par Gemini 8. Comme cette fusée n'avait plus d'électricité depuis plusieurs mois, l'équipage allait pouvoir tester sa capacité à effectuer un rendez-vous avec un véhicule passif. Le relevage de l'orbite jusqu'à l'altitude record de 736 km est envisagé. Trois ouvertures des portes de la cabine et une sortie extravéhiculaire sont également au programme.

## Équipage
- John W. Young (2)[note 1], pilote commandant de bord.
- Michael Collins (1)[note 1], pilote.

Équipage de réserve :
- Alan Bean, pilote commandant de bord ;
- Clifton Williams, pilote.

## Déroulement

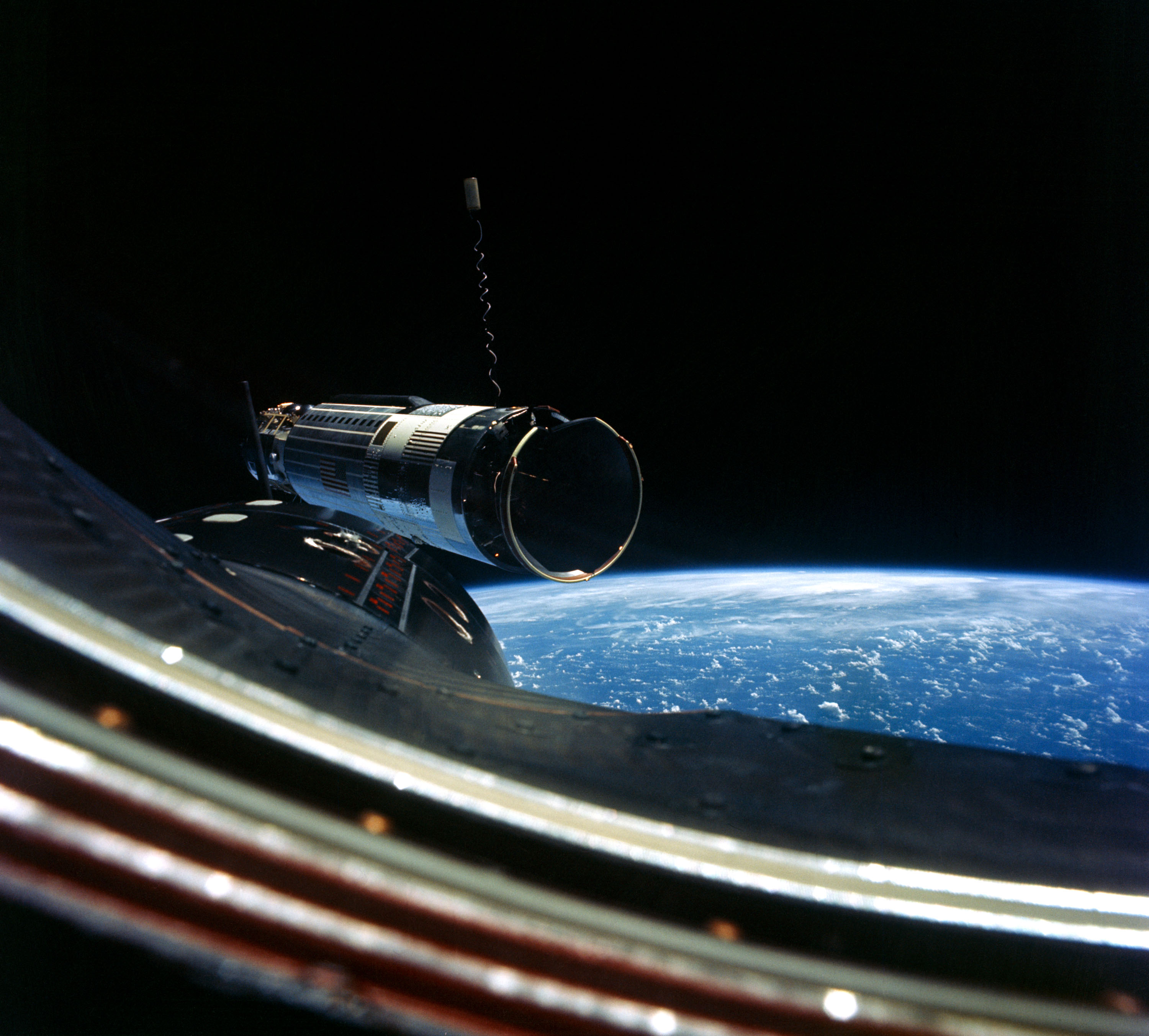
La fusée Agena vue depuis Gemini 10.

Le lancement de l'Agena est parfait ainsi que celui de Gemini 10, 100 minutes plus tard. Après le rendez-vous et l'amarrage avec leur cible 6 heures après leur lancement, mais la consommation de carburant a largement dépassé les prévisions, il ne subsiste que 175 kg de carburant sur les 470 kg au départ, ce qui oblige l'annulation de la répétition prévue des manœuvres de décrochage et d'arrimage avec l'Agena. Les astronautes allument le moteur de l'Agena qui propulse l'ensemble de six tonnes et demi sur une orbite terrestre de 763 km d'apogée, record à l'époque.
La mission continue avec une sortie extravéhiculaire partielle de Collins durant 55 min. Il demeure assis sur son siège, tête et torse dans le vide au niveau de son écoutille ouverte, et prend des photos de la Voie lactée avec un filtre permettant de capter les ultraviolets. Il récupère aussi une plaquette de 28 × 13 centimètres fixée à l'extérieur de la cabine pour enregistrer les impacts de micrométéorites. Les astronautes se séparent ensuite de leur Agena pour effectuer un rendez-vous avec l'Agena de Gemini 8 à 400 km d'altitude, s'approchant de leur cible à quelques dizaines de mètres après trois heures de poursuite consommant 113 kg de carburant. 48 heures après le début du vol, Collins effectue une seconde sortie, avec un cordon ombilical de quinze mètres. Il récupère une plaquette de détection des micrométéorites et prend à nouveau quelques photos mais laisse échapper sa caméra, qui part dans l'espace. Grâce à un pistolet à jet de gaz, il peut ensuite aller inspecter la fusée-cible qui volait à quelques mètres du vaisseau Gemini. Mais la sortie doit être écourtée à 28 min au lieu de 55 min prévues, la consommation de carburant pour garder la proximité avec l'Agena, environ 22 kg, étant plus élevée que prévu. À cause de cela, Collins ne peut accrocher à l'extérieur une autre plaquette de détection des micrométéorites.
Avant leur retour, les astronautes ouvrent une troisième fois leurs écoutilles, pour jeter dans le vide les appareils et instruments devenus inutiles et encombrants. L'allumage des rétrofusées a lieu à l'altitude de 372 km, un record par rapport aux précédentes missions. Les astronautes amerrissent à quatre milles du point prévu et sont récupérés par l'USS Guadalcanal. Ils sont en meilleure forme qu'avant leur départ, quoique un peu déshydratés. La NASA estime la mission comme un plein succès, mais enquête pour identifier les causes de consommation excessive de carburant.
En 2010, la capsule est exposée au Kansas Cosmosphere and Space Center, Hutchinson, Kansas, États-Unis.